# The Southern Vampire Mysteries
The Southern Vampire Mysteries (Brasil: As Crônicas de Sookie Stackhouse / Portugal: Sangue Fresco) é uma série de livros da escritora estadunidense Charlaine Harris, publicada primeiramente em 2001. No Brasil e em Portugal a série possui nomeações distintas, bem como os títulos de seus livros. Também tem sido informalmente chamada de "True Blood", nome dado a sua adaptação para a TV, produzida pelo canal HBO.
A série é narrada em primeira pessoa pela perspectiva de Sookie Stackhouse. Ela é uma garçonete telepata habitante da fictícia cidade de Bon Temps, na Louisiana. No mundo inteiro, a saga já ultrapassou a cifra dos 24 Milhões de cópias vendidas. Em setembro de 2009, sete dos vinte primeiros lugares da lista de best-sellers de ficção de bolso do jornal The New York Times eram ocupados pelos livros da série.
Harris foi originalmente contratada para escrever 10 livros, mas revelou na Comic-Con de 2009 que havia assinado um contrato de três romances adicionais.

## Enredo
Os livros falam de uma cidade fictícia em Louisiana, onde Sookie Stackhouse vive e trabalha como garçonete. A garota é incomum de muitas formas, a mais singular é seu dom de telepatia. No mundo de Sookie, um sangue sintético criado por japoneses permitiu aos vampiros se apresentarem à sociedade mundial. No entanto, nem todos os aceitam, e uma série de questões políticas é levatada. Em meio a tudo isso, Sookie conhece Bill Compton, um vampiro que se muda para sua cidade. Um relacionamento entre os dois é iniciado e isso trará uma infinidade de consequências para a vida da jovem.  
Na série Southern Vampire Mysteries, Harris desenvolve uma mitologia detalhada e alternativa que aproxima os seres sobrenaturais dos humanos. No início da série, os vampiros foram os primeiros a vir ao conhecimento público. Demais seres sobrenaturais, como lobisomens, metamorfos e outros, existem, mas não se revelam até mais tarde na história.

## Precedentes
Quando perguntada sobre como surgiu a ideia para escrever a série, a autora declarou: "Eu queria ingressar na ficção-científica/fantasia, uma vez que eu sempre escrevi mistérios. Eu decidi escrever sobre uma mulher que está namorando um vampiro. Todo o resto foi construído ao redor disto". Harris também afirmou que pensou em uma ligação entre os direitos de vampiros e os direitos dos homossexuais, quando ela publicou o primeiro livro, em 2001. Ela disse: "Quando comecei a pensar em como eu estava representando os vampiros, de repente me ocorreu que seria interessante se fossem uma minoria que estava tentando conseguir a igualdade de direitos".

## Adaptação para a TV
Desde 2008, uma série de televisão baseada nos livros de Harris vem sendo exibida nos Estados Unidos, produzida pelo canal de tv a cabo HBO, sob o título "True Blood". A série foi criada por Alan Ball (de Beleza Americana) e tem como protagonistas Anna Paquin como Sookie Stackhouse, Stephen Moyer como Bill Compton e Alexander Skarsgård com Eric Northman.